# ブラッド・ケイン
ブラッド・ケイン（ブラッドリー・カレブ・ケイン、Bradley Caleb Kane、1973年9月29日-）は、アメリカ合衆国の歌手・俳優・脚本家。ウォルト・ディズニー制作のアニメーション映画『アラジン』挿入歌の男声パートや、テレビドラマ『Black Sails/ブラック・セイルズ』のプロデューサー兼脚本として知られている。

## 経歴
1973年9月29日に、ニューヨーク州ニューロシェルで生まれる。ケインの役者としての初作品は1982年公開のシックス・ウィークスにおける子役であった。8歳の時には、『エビータ』のブロードウェイ公演時の少年合唱担当4人のうちの1人として役を得ていた。その作品に4ヵ月間出演した後、ブロードウェイ前に行われたスティーヴン・ソンドハイムの『サンデー・イン・ザ・パーク・ウィズ・ジョージ』のワークショップへと移り、バーナデット・ピーターズやマンディ・パティンキンといった俳優らと共演した。11歳になると、障害児向けの慈善活動であるチャリティー・コンサート「Very  Special Arts」に参加し、ホワイトハウスとジョン・F・ケネディ・センターにて当時のナンシー・レーガン大統領夫人のために歌唱する機会を与えられた。
彼は『ロー&オーダー』や『ワン・ライフ・トゥ・リヴ』、『ガイディング・ライト』や『サーチ・フォー・トゥモロー』など、多くのCMやテレビ番組にも出演してきた。彼はまた、Nickelodeonシリーズ『Rated K Update』のホストを務め、『Girl Talk』と呼ばれるインタビュー番組のアシスタントコンダクターでもある。演劇においての彼のクレジットには、『タイタス・アンドロニカス』の公演における少年時代のルーシアス役と、ジェームズ・ラピンによるリンカーン・センターでの『冬物語』の公演における2つの役が含まれている。1992年には、ディズニー映画『アラジン』とその続編の主人公アラジンの歌声を担当し、翌年にはそのヒロインであるジャスミンの歌声をあてたレア・サロンガとともに、第65回アカデミー賞の歌曲賞に選ばれたヒット曲『ホール・ニュー・ワールド』のライブ版を制作した。
1993年、ブロードウェイで再上演された『シー・ラヴズ・ミー』ではアーパッド・ラズロ役を演じた。また、1999年に放送されたテレビドラマ『バフィー 〜恋する十字架〜』の第3シーズン第20話にてタッカー・ウェルズ役を演じ、同第4シーズン第17話ではジョナサン・レビンソンの歌声を担当した。カレブ・ケイン（Caleb Kane）名義としては、2003年公開のホラー映画『デビルズ・ポンド』の劇中歌『This Close』をリリースし、翌2004年には、アルバム『This Day in History』のプロモーション用メッセージボード付きのウェブサイトを開設した。2005年9月11日に香港ディズニーランド開園前夜のセレモニーに招待された際には、香港ポップスの容祖児とともに『ホール・ニュー・ワールド』を披露した。2006年3月にはファーストシングル『Go Mad』をリリースしたが、この曲のミュージック・ビデオにはシングル用の通常盤と、2007年のテレビドラマ『ブラック・ドネリーズ』にて流れた『In Your Own Way』用のプロモーション映像の2種類が存在する。
2007年7月28日には女優のサラ・トンプソンと結婚し、2008年にはファーストアルバムとして『This Day in History』がリリースされた。同年の秋にはフォックス放送系列のテレビドラマ『FRINGE/フリンジ』に脚本家および共同製作者の一員として参加した。第6話「不治の病（The Cure）」ではフェリシア・D・ヘンダーソンと、第12話「殺人プログラム（The No-Brainer）」ではデイヴィッド・H・グッドマンと、第15話「幽閉（Inner Child）」ではジュリア・チョウと、それぞれ共同で脚本を担当し、その第2シーズンまで携わった。2011年6月7日には、一時中断していた
『デアデビル』プロジェクトの再始動に関わっていることが発表された。
2014年からは『Black Sails/ブラック・セイルズ』のプロデューサーを務めたほか、2018年には音声ファイル共有サービスSoundCloudにNEGATIVE PICKUPという名で楽曲を公開した。

## ディスコグラフィ

### アルバム
- Classic by The Misconceptions (Brad's College band) (1993)
- This Day in History (2008)
- Negative Pickup (2018)

### デジタルアルバム
- "Go Mad"
- "In Your Own Way"
- Selections

### その他のアルバム
- The Artist Lounge Album
- Ahead of the Curve (EP)

## フィルモグラフィ

### 映画
- シックス・ウィークス（英語版） (1982) - Nutcracker Dancer（クレジットなし）
- フラミンゴ・キッド (1984) - ミッチ
- アラジン (1992) - アラジン（歌）
- アラジン ジャファーの逆襲 (1994) - アラジン（歌）
- アラジン完結編 盗賊王の伝説 (1996) - アラジン（歌）
- Christmas in Cartoontown (1996) - Jack, Pinocchio, Singing Elf
- スターシップ・トゥルーパーズ (1997) - ラニー

### テレビ出演
- ABC ファンフィット（英語版） (1985) - Funfit Kid
- サンデー・イン・ザ・パーク・ウィズ・ジョージ（英語版） (1986)
- If It's Tuesday, It Still Must Be Belgium (1987)
- Rated K Update (1988) - ホスト
- ロー&オーダー (1991) - バズ・コリンズ
- Olsen Twins Mother's Day Special (1993)
- Tales from the Wild: Cain the Coyote (1998) - ナレーション
- バフィー 〜恋する十字架〜 (1999) - タッカー・ウェルズ
- ペンゼロ: パートタイムヒーロー（英語版） (2017) - Handsome Grinkon

### ビデオゲーム
- ディズニーのアクティビティ・センター（英語版） (1994) - アラジン（歌）
- アラジン ナシラの復讐（英語版） (2001) - アラジン（歌）

### プロデューサー
- Crash/クラッシュ（英語版） (2008–2009)
- FRINGE/フリンジ (2008–2009)
- Black Sails/ブラック・セイルズ (2014–2017)
- Lodge 49/ロッジ49（英語版） (2018)

### 脚本
- Crash/クラッシュ (2008–2009)
- FRINGE/フリンジ (2008–2009)
- Black Sails/ブラック・セイルズ (2014–2017)
- エクスティンクション 地球奪還  (2018)
- Lodge 49/ロッジ49 (2018)
- ウォリアー (2019-2020)
- TOKYO VICE (2022)

### 原案
- ザ・バンカー The Banker (2020)